# Heinrich Christoph Koch
Heinrich Christoph Koch   (Rudolstadt, 10 d'octubre de 1749 - Rudolstadt, 12 de març de 1816) fou un músic, compositor i teòric musical alemany. El seu diccionari musical (Musiklexikon, 1802) tingué una gran difusió en Alemanya i Dinamarca.

## Biografia
Koch va néixer a Rudolstadt, a l'estat federal de Thüringen. En la seva joventut, va ser violinista de l'orquestra de la cort de Rudolstadt i des de 1772 com a músic de cambra. El seu pare li va ensenyar música, un servent de Johann Friedrich von Schwarzburg-Rudolstadt, príncep del petit estat de Schwarzburg-Rudolstadt; més tard va ser tutor de violí i composició per Christian Gotthelf Scheinpflug, el líder de la banda del príncep. Tot i que les seves baixes circumstàncies van impedir una formació universitària, el príncep -i els seus successors- van fomentar la seva formació musical i el van enviar a diferents ciutats alemanyes. Va estudiar durant períodes a Weimar (amb Carl Andreas Göpfert), Leipzig, Dresden, Berlín i Hamburg. Després d'això, va passar la resta de la seva vida a Rudolstadt. El 1792, va ser nomenat Kapellmeister (efectivament director de música) per von Schwarzburg-Rudolstadt; aquest càrrec era ocupat anteriorment pel seu tutor, Scheinpflug. Va tornar a ser violinista després d'un any, després es va fer actiu com a compositor i escriptor de música. Va compondre diverses obres per celebrar ocasions a la cort.
El seu tractat de composició (Versuch einer Anleitung zur Composition) en tres parts, editades respectivament en 1782, 1787 i 1793, suposa encara hui una eina fonamental per a entendre la forma musical al Classicisme i permetre una anàlisi històricament informada. Koch explica l'articulació del discurs musical arran de l'analogia amb el llenguatge, comparant les cesures i les cadències de les frases amb el paper dels signes de puntuació i els paràgrafs en les estructures lingüístiques.